# 中国時報
中国時報（ちゅうごくじほう）は、中華民国（台湾）で発行される繁体字中国語の日刊新聞。現在本社は台北市万華区に位置し、『聯合報』、『自由時報』、『蘋果日報』と並び「四大報（四大紙）」と称され、台湾を代表する新聞としての地位を確立している。ブランケット判で、1部10元。公称部数は100万部（World Association of Newspapers. WAN - World’s 100 Largest Newspapers）。世新大学の実施した世論調査によると、台湾で4番目に読まれる新聞とされる（世新大學傳播媒體資料庫-2012媒體風雲排行榜）。政権交代以降は泛藍寄り、親中的な論調と評される。過去、民主化運動を支持するなど、一定程度リベラルな傾向があるとされてきた。中国新聞社とニュース配信契約を結んでいる。

## 歴史
前身は中国国民党中央常務委員余紀忠により1950年に創刊された『徴信新聞』。当時の主要内容は物価指数に関するものであった。1960年1月1日に題号を『徴信新聞報』として総合紙となった。1968年3月29日には台湾の新聞として初めてカラー印刷を導入し、同年9月1日に現在の『中国時報』に改題した。新聞発行の統制が行われていた1980年代までは、『聯合報』とあわせて二大紙、『中央日報』を加えて三大紙と称された。
『中国時報』は『工商時報』、『美洲中国時報』、『中時晩報』、『時報周刊』、『中時電子報』などのメディアを設立し、衛星・ケーブルテレビ局中天電視を傘下に収め総合メディア企業として発展した。傘下の時報出版は台湾で最初に株式公開を実現した出版社である。このほかに時報文教基金会、時報文化基金会、華英基金会などの公益団体も保有している。
『中国時報』は、しばしば政府と衝突した。蔣経国政権とは、1984年の江南事件（蔣経国に批判的な伝記を執筆した米国籍華人ジャーナリストが殺害された事件）により『美洲中国時報』が休刊した際に決裂した。民主進歩党が政権を獲得すると名誉毀損で陳水扁に告訴されそうになり、系列紙の『中時晩報』は検察の捜査を受けている。
2005年12月24日、中国時報グループのコントロール下にある香港の投資会社を通じて、それまで中国国民党の傘下にあった地上波テレビ局中国電視公司、ラジオ局中国広播公司、映画会社中央電影公司（それぞれ中視・中広・中影と略称し「三中」と総称する）を買収、既に買収済みの中天電視とあわせ、放送・映像メディアでも台湾有数の影響力をもつメディアグループを形成している。2008年、食品大手・旺旺集団を率いる台湾一の富豪である蔡衍明がオーナーとなり、翌2009年正式に統合発足した「旺旺中時集団」の傘下に入った。蔡衍明は親中派で知られ、買収以降は中国寄りの論調が増えたと指摘されており、その現状に反発して、辞める記者が相次いでいる。また、同様にメディアの中国寄りを憂慮する市民が、デモを展開している。
2016年総統選勝利した蔡英文は「九二共識」を認めない旨を表明し、対する圧力として中国政府は訪台中国人観光客を減らす方針を明らかにすると、『中国時報』は、蔡英文政権を批判して次のような報道を行った。「パイナップルケーキの年間生産額は約200億台湾元であるが、現在、店頭では売り上げが2割強減少しており、通年換算では40億から50億台湾元の減少となる見通しである。通常、手土産はツアー最終日の前日に台北地域で購入されるため、影響は主に台北とその周辺地域に集中するだろう。欧米客で穴埋めしようにも、欧米人はパイナップルケーキを好まないため無用な努力だ」。しかし報道後、台湾のネチズンが経済部の統計資料を調査したうえで、次のような指摘を行った。「台湾全体のすべてのベーカリー業界を合わせても年間売り上げは240億台湾元なのに、パイナップルケーキの年間生産額が200億元? 肉まん、マントウ、パン、クッキー、太陽餅など、数えきれない種類の商品があるなかで、パイナップルケーキの比重がそんなに大きいか? （中略）経済部のデータを調べる奴なんかいないから騙せるとでも思ったの?」、PTTに書き込まれたこの文章は、SNSで瞬く間に拡散され、メディアで引用されて、台湾社会では、中国の圧力に対する草の根の抗議が起こった。

## 事業展開
『読売新聞』をモデルに異業種・異分野への参入を進めている。代表例が時報広告賞であり、中国語広告界で最も歴史の長い広告賞である。時報資訊によるデータベース事業、プロ野球球団「時報鷹」（「黒鷹事件」と呼ばれる八百長事件に関係し解散）、読売旅行社と協力関係にある時報旅行社などがある。1990年代から大型展覧会を実施している。